# Acura Classic 1999
Acura Classic 1999 — жіночий тенісний турнір, що проходив на відкритих кортах з твердим покриттям на Мангеттен-Біч, США. Належав до турнірів 2-ї категорії в рамках Туру WTA 1999. Відбувсь удвадцятьшосте і тривав з 9 до 15 серпня 1999 року. Шоста сіяна Серена Вільямс здобула титул в одиночному розряді.

## Учасниці

### Сіяні учасниці
| Країна    | Гравчиня              | Рейтинг | Сіяна |
| --------- | --------------------- | ------- | ----- |
| США       | Ліндсі Девенпорт      | 2       | 1     |
| Швейцарія | Мартіна Хінгіс        | 1       | 2     |
| Франція   | Марі П'єрс            | 6       | 3     |
| Іспанія   | Аранча Санчес Вікаріо | 8       | 4     |
| Франція   | Наталі Тозья          | 10      | 5     |
| США       | Серена Вільямс        | 11      | 6     |
| Австрія   | Барбара Шетт          | 13      | 7     |
| Франція   | Наталі Тозья          | 14      | 8     |

### Інші учасниці
Нижче подано учасниць, що отримали вайлд-кард на вихід в основну сітку:
- Александра Стівенсон
- Коріна Мораріу
- Іва Майолі

Нижче наведено учасниць, що отримали вайлдкард на участь в основній сітці в парному розряді:
- Жюлі Алар-Декюжі /  Мір'яна Лучич-Бароні

Нижче наведено учасниць, що пробились в основну сітку через стадію кваліфікації в одиночному розряді:
- Магі Серна
- Анна Кремер
- Інес Горрочатегі
- Ліза Реймонд

Нижче наведено учасниць, що пробились в основну сітку через стадію кваліфікації в парному розряді:
- Елс Калленс /  Деббі Грем

Нижче наведено учасниць, що потрапили в основну сітку парного розряду як щасливі лузери:
- Кетеліна Крістя /  Руксандра Драгомір

## Фінальна частина

### Одиночний розряд
Серена Вільямс —  Жюлі Алар-Декюжі, 6–1, 6–4

### Парний розряд
Аранча Санчес Вікаріо /  Лариса Нейланд —  Ліза Реймонд /  Ренне Стаббс, 6–2, 6–7(5–7), 6–0